# Sünching
Sünching é um município da Alemanha, situado no distrito de Ratisbona, no estado da Baviera. Tem 19,41 km² de área, e sua população em 2019 foi estimada em 2.180 habitantes.